# Jethren Barr
Jethren Barr (sinh ngày 13 tháng 9 năm 1995)  ở Pinetown, KwaZulu Natal là một cầu thủ bóng đá người Nam Phi thi đấu ở Nam Phi cho Bidvest Wits.